# Sistema de Jubilación de los Maestros en Texas

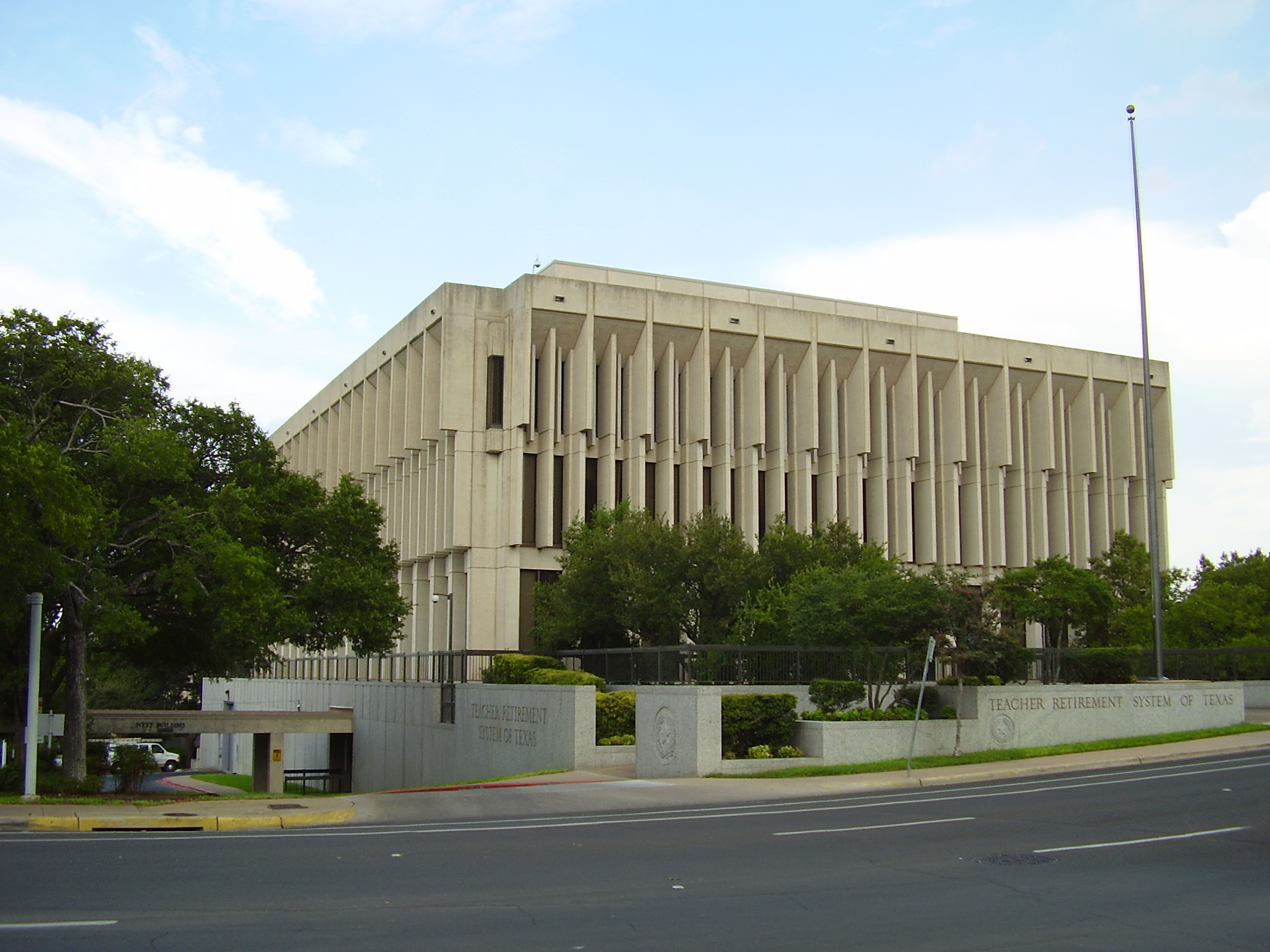
Sistema de Jubilación de los Maestros en Texas.

Sistema de Jubilación de los Maestros en Texas (idioma inglés: Teacher Retirement System of Texas, TRS) es una agencia de Texas en los Estados Unidos. El departamento regula la jubilación de los maestros de las escuelas públicas. El sistema tiene su sede en 1000 Red River Street en Austin. El "board of trustees" gobierna el sistema.